# 23999 Rinner
23999 Rinner è un asteroide della fascia principale. Scoperto nel 1999, presenta un'orbita caratterizzata da un semiasse maggiore pari a 2,4182308 UA e da un'eccentricità di 0,1322602, inclinata di 1,17619° rispetto all'eclittica.
L'asteroide è dedicato all'astronoma francese Claudine Rinner.